# Солнцедаровка
Солнцедаровка (укр. Сонцедарівка) — село в Алексеевском сельском совете Краснокутского района Харьковской области, Украина.
Код КОАТУУ — 6323580310. Население по переписи 2001 года составляет 216 (93/123 м/ж) человек.

## Географическое положение
Село Солнцедаровка находится на расстоянии в 2 км от села Алексеевка,
примыкает к посёлку Дублянка.
По селу протекает пересыхающий ручей с запрудами.
К селу ведёт отдельная железнодорожная ветка.
Возле села небольшой лесной массив (дуб).

## История
- 1750 — дата основания.